# Beautiful Eyes
Beautiful Eyes é o segundo extended play (EP) da cantora e compositora norte-americana Taylor Swift. O EP foi lançado em 15 de julho de 2008 pela Big Machine Records exclusivamente através das lojas Walmart dos Estados Unidos e seu serviço de MP3. Nos anos seguintes, após o encerramento do serviço de MP3, Walmart transferiu os direitos de distribuição à Amazon, cujo serviço de música permanece disponibilizando-o de forma exclusiva.
O EP de lançamento limitado tem uma sonoridade primariamente country pop e contém versões alternativas de faixas de seu álbum de estreia autointitulado (2006) e duas faixas originais ("Beautiful Eyes" e "I Heart ?"), as quais Swift havia escrito em 2006. "I Heart ?" havia sido lançada anteriormente em 2006 como faixa bônus digital da edição exclusiva do álbum de estreia de Swift comercializada pelas lojas Best Buy. Um DVD, incluindo videoclipes dos singles de seu álbum de estreia, também está presente na edição física do EP.
Beautiful Eyes alcançou a nona posição da Billboard 200 e o topo da tabela Top Country Albums, sucedendo seu álbum de estreia. "I Heart ?" foi lançada como single promocional em junho de 2008. Apesar do EP não ter sido amplamente promovido, Swift cantou a faixa-título ao vivo em algumas concertos.

## Antecedentes e lançamento
Swift alcançou muito sucesso com o lançamento do seu álbum auto-intitulado em 2006 e começou a trabalhar em seu segundo álbum de estúdio, Fearless (2008), no ano seguinte. Durante este tempo, ela recebeu uma série de correio eletrônico de fãs pedindo para que um novo material fosse lançado, o que fez Swift divulgar Beautiful Eyes: "Eu pensei que isso poderia segurá-los até o novo álbum sair no outono". Beautiful Eyes é musicalmente orientado pelos gêneros pop country e música contemporânea. Nele estão inclusas novas versões de faixas do disco Taylor Swift: uma versão alternativa de "Should've Said No", uma versão acústica de "Teardrops on My Guitar", a edição de "Picture to Burn" lançada para as estações de rádio, e "I'm Only Me when I'm with You". O EP também apresenta duas canções originais: "Beautiful Eyes" e "I Heart?", escritas pela artista em 2003. A versão em DVD apresenta vídeos musicais dos singles do seu trabalho de estúdio homônimo, bem como um vídeo acompanhante para "Beautiful Eyes" contendo imagens da festa do seu décimo oitavo aniversário.
Swift não queria de qualquer maneira que Beautiful Eyes parecesse o seu segundo álbum de estúdio e, portanto, fez uma parceria com a empresa norte-americana de varejo Wal-Mart para o seu lançamento exclusivo. Assim como o planejado, o álbum só foi disponibilizado através da loja e do website da mesma. Além disso, esta edição limitada deveu-se ao fato de Swift apenas ter permitido à sua editora a fabricação de uma pequena quantidade de cópias do EP.

## Divulgação
A canção "I Heart?" foi lançada como single promocional em 23 de junho de 2008. Swift promoveu o álbum minimamente, pois não queria que o mesmo roubasse as atenções do seu segundo trabalho de estúdio, embora tenha interpretado a faixa-título em diferentes ocasiões, inclusive em 23 de janeiro de 2005 no NAMM Show, uma feira profissional anual de produtos musicais realizada em Anaheim, Califórnia. Para a apresentação, Swift vestiu uma blusa vermelha e calças de ganga, interpretando "Beautiful Eyes" acusticamente com o apoio de um violão, sentada em um banquinho de bar. O tema foi mais tarde cantado como parte do repertório da artista para um concerto para Stripped, que ocorreu em 5 de agosto de 2008; ela usava um vestido-preto e contou com uma banda de apoio durante a reprodução com uma guitarra acústica feita com diamante artificial.

## Alinhamento de faixas
| CD             |                                            |                               |                     |         |  |
| N.º            | Título                                     | Compositor(es)                | Produtor (es)       | Duração |  |
| 1.             | "Beautiful Eyes"                           | Taylor Swift                  | Robert Ellis Orrall | 2:58    |  |
| 2.             | "Should've Said No" (Versão alternativa)   | Swift                         | Nathan Chapman      | 3:46    |  |
| 3.             | "Teardrops on My Guitar" (Versão acústica) | Swift Liz Rose                | Chapman             | 2:58    |  |
| 4.             | "Picture to Burn" (Edição para a rádio)    | Swift Rose                    | Chapman             | 2:54    |  |
| 5.             | "I'm Only Me When I'm with You"            | Swift Orrall Angelo Petraglia | Orrall Petraglia    | 3:35    |  |
| 6.             | "I Heart?"                                 | Swift                         | Orrall              | 3:15    |  |
| Duração total: | Duração total:                             | Duração total:                | Duração total:      | 19:25   |  |

| DVD            |                                              |         |  |
| N.º            | Título                                       | Duração |  |
| 1.             | "Beautiful Eyes"                             | 2:56    |  |
| 2.             | "Picture to Burn"                            | 3:30    |  |
| 3.             | "I'm Only Me When I'm With You" (videoclipe) | 3:37    |  |
| 4.             | "Tim McGraw"                                 | 4:00    |  |
| 5.             | "Teardrops On My Guitar" (Versão Pop)        | 2:59    |  |
| 6.             | "Our Song" (videoclipe)                      | 3:30    |  |
| 7.             | "Making of 'Picture to Burn' Video"          | 22:02   |  |
| 8.             | "GAC New Artist Interview"                   | 14:45   |  |
| 9.             | "Should've Said No"                          | 4:03    |  |
| Duração total: | Duração total:                               | 59:02   |  |

## Desempenho nas paradas musicais
Na semana que terminou em 2 de agosto de 2008, Beautiful Eyes estreou no número nove na Billboard 200, registrando 45 mil cópias vendidas. A obra passou um total de 20 semanas nessa parada musical. Na mesma semana, o EP estreou no número um da Top Country Albums, substituindo seu próprio álbum de estreia homônimo como o álbum número um, tornando-se na primeira artista a manter os dois primeiros postos nessa parada desde LeAnn Rimes em 1997 com os álbuns Blue (1996) e Unchained Melody: The Early Years (1997). Na semana seguinte, o extended play caiu para o número dois e, no total, passou 28 semanas no periódico. Em dezembro de 2011, o trabalho já havia vendido 265 mil cópias nos EUA.
| Tabela (2008)                       | Melhor posição |
| ----------------------------------- | -------------- |
| Estados Unidos - Top Country Albums | 1              |
| Estados Unidos - Billboard 200      | 9              |

| Tabela (2008)                  | Posição |
| ------------------------------ | ------- |
| Estados Unidos - Billboard 200 | 192     |

## Créditos de elaboração
Lista-se abaixo os profissionais envolvidos na elaboração de Beautiful Eyes, de acordo com o encarte do extended play (EP):
- Composição - Taylor Swift, Liz Rose, Robert Ellis Orrall, Angelo Petraglia
- Produtor executivo - Scott Borchetta
- Produção - Nathan Chapman, Robert Ellis Orrall
- Vocais principais - Taylor Swift